# おおいぬ座矮小銀河
おおいぬ座矮小銀河（おおいぬざわいしょうぎんが; 英語: Canis Major Dwarf Galaxy; 英語: Canis Major Overdensity）は、2003年にフランス、イタリア、イギリス、オーストラリアの天文学者チームによって発見されたおおいぬ座に位置する不規則銀河で、局所銀河群に属する。 
太陽系から約2万5千光年の距離に位置しており、銀河系中心からの距離は約4万2千光年で、銀河系に最も近い銀河（但し、その存在に疑いが投げかけられている［議論の項を参照］）。質量は銀河系の200分の1程度で、銀河系による潮汐力によって引き伸ばされている。
これまで銀河系に一番近いとされていたいて座矮小楕円銀河よりもさらに近く、今まで見つかっているものの中では我々の銀河系に最も近い銀河であると主張されている一方、その存在に疑いが投げかけられている（議論の項を参照）。バラバラになりかけており、恒星が取り残されて長い航跡を形成していた。この航跡は、太陽系をかすめた可能性もある。この銀河は、いずれ我々の銀河系に取り込まれていくものと考えられている。その結果、この矮小銀河は銀河系に1%程度の質量を加えると推定されている。発見者らは「この発見は、銀河系は壮年期などにはなくまだ形成途中である、という点で重要である」と言っている。
また球状星団M79はもともとこの矮小銀河から発祥したもので、それが我々の銀河系に取り込まれたものと考えられている。この銀河から取り込まれたと考えられる球状星団は現在3つ見つかっている。

## 議論
幾つかの研究は、この天体の真の性質に疑いを投げかけている。例えば、この星の跡は実際にはゆがんだ銀河の薄い、および厚い円盤であり、天の川銀河と矮小楕円体銀河の衝突の結果ではないことが示唆されている。2009年の当該領域の調査は、たった10個のこと座RR型変光星のみをもたらした。これは、独立した矮小楕円体銀河ではなく天の川銀河のハローおよび厚い円盤集団と合致する。